# Virgil Jones
Virgil Jones (* 26. August 1939 in Indianapolis, Indiana; † 20. April 2012 ebenda) war ein US-amerikanischer Trompeter und Flügelhornist des Modern Jazz.

## Leben und Wirken
Jones wurde Anfang der 1960er Jahre bekannt, als er in den Bands von Milt Jackson, Roland Kirk, 1965 bei Frank Foster spielte. Um 1970 arbeitete er im Soul-Jazz-Umfeld mit Musikern wie Charles Earland, Harold Mabern (Wailin’), Don Patterson, Houston Person, Grover Washington Jr., Johnny Hammond Smith und Sonny Stitt. 1972 spielte er in The George Gruntz Concert Jazz Band (The Alpine Power Planet); 1973 war er Mitglied der Bigband von McCoy Tyner (Song of the New World). 1975 spielte Jones in Billy Harpers Quintett (Black Saint). Ende der 1980er Jahre spielte er erneut in McCoy Tyners Band (Uptown/Downtown); gegen Ende der 1990er Jahre war er an T. S. Monks Album Monk on Monk beteiligt, spielte mit Teddy Edwards und wirkte an der Bigband-Produktion Shade of Jade in der Joe-Henderson-Band mit.
Jones wirkte auch an der Broadway-Aufführung der Musicals Black and Blue sowie Jelly’s Last Jam bzw. Jelly’s Red Hot Peppers mit und an der Filmmusik zu den Filmen Ed’s Next Move (1996) und Nola Darling (1986 von Spike Lee). Zu hören ist er auch auf dem Album Coolin’ ‘N Groovin’ (1995), auf dem er u. a. mit Chuck Rainey, Bernard Purdie und Lou Donaldson spielte.

## Lexikalischer Eintrag
- Richard Cook, Brian Morton: The Penguin Guide of Jazz on CD. 6. Auflage. Penguin, London 2002, ISBN 0-14-051521-6.